# Училищен преглед
„Училищен преглед“ е първото научно-методическо списание в България.
Издавано е всеки месец от Постоянния учебен комитет при Министерството на народното просвещение в София от януари 1896 до юни 1949 г., с прекъсване през 1916 – 1920 г. заради Първата световна война.

## Редакторски колектив
Първите редактори на списание „Училищен преглед“ са Стефан Лафчиев, Иван Пеев-Плачков, Т. Бенев, Стоян Заимов и Г. Табаков. По-късно се присъединяват Н. Станев, А. Наумов, Сава Велев, Ст. Л. Костов, Никола Атанасов, Ст. Василев, Александър Балабанов, Вел. Йорданов и Дамян Димов.

## Отпечатване
През годините списанието се печата в няколко печатници – „Либералний клуб“, „Хр. Г. Данов“, „Гражданин“, „Искра“, „Ив. К. Божинов“, „Графиня“, Държавна печатница на Т. Т. Драгиев.